# Franz Ullmann (Orgelbauer)

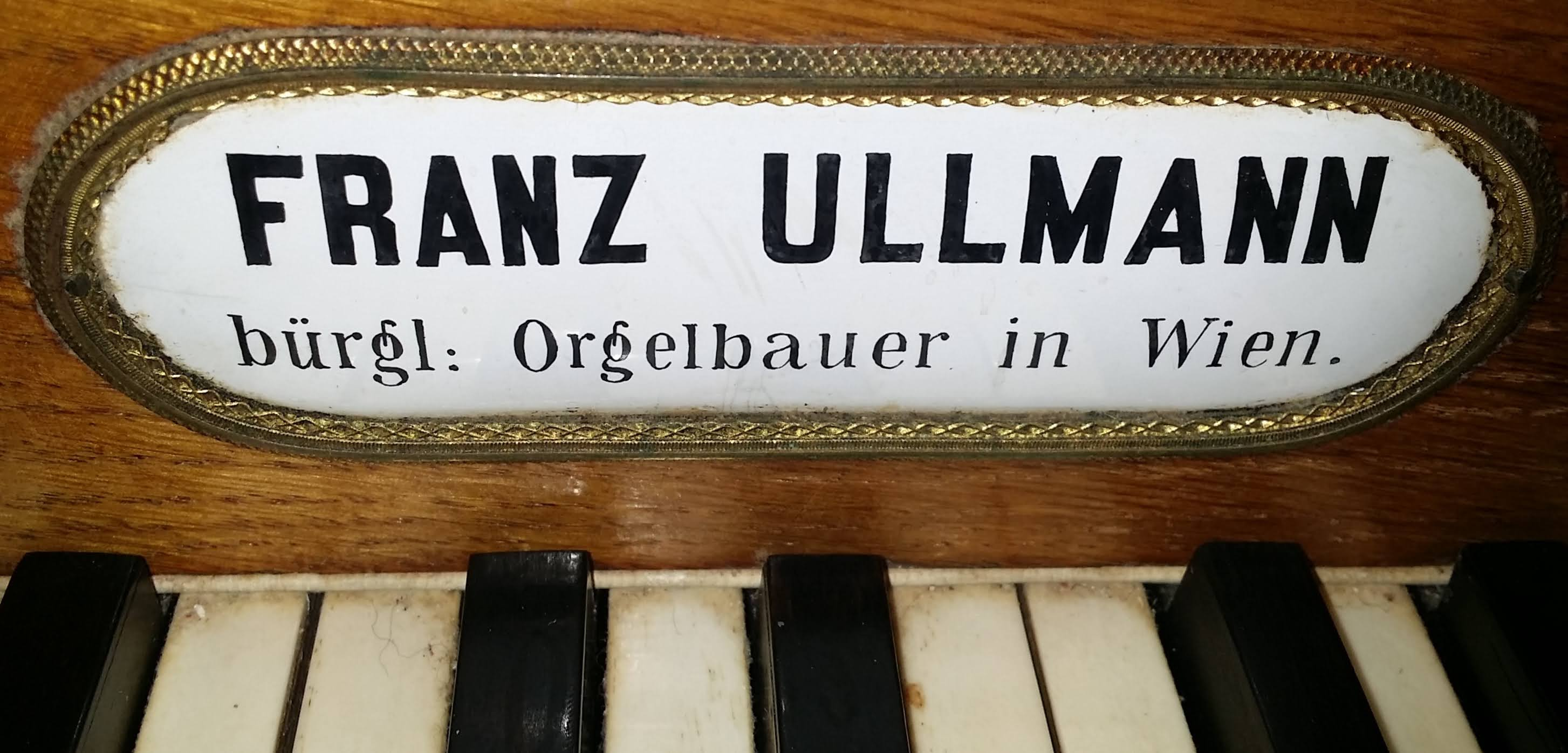
Firmenplakette in Dunkelstein

Franz Ullmann (* 1815 in Wien; † 18. März 1892 ebenda) war ein österreichischer Orgelbauer.
Franz Ullmann der Ältere begründete eine über drei Generationen gehende Orgelbaufirma in Wien. Erstmals wurde sein Name 1833 zur Reparatur der Orgel in der Michaelerkirche genannt. Etwa 80 Orgeln wurden gebaut, hauptsächlich bis 1880, danach noch 14 Orgeln. Bis 1940 wirkte ein Orgelbauer dieses Familiennamens, zuletzt bei einer Reparatur der Orgel in Altruppersdorf in Niederösterreich als selbständiger Orgelbauer.

## Werkliste (Auswahl)
| Jahr    | Ort                           | Gebäude                                                           | Bild | Manuale | Register | Anmerkungen                                                                     |
| ------- | ----------------------------- | ----------------------------------------------------------------- | ---- | ------- | -------- | ------------------------------------------------------------------------------- |
| 1837    | Eckartsau                     | Pfarrkirche Eckartsau                                             |      | I/P     | 10       | von Vinzenz Deutschmann begonnen, durch dessen Gesellen Franz Ullmann vollendet |
| 1839    | Traiskirchen                  | Pfarrkirche Traiskirchen                                          |      | I/P     | 8        |                                                                                 |
| 1840    | Breitstetten                  | Pfarrkirche Breitstetten                                          |      | I/P     | 6        |                                                                                 |
| 1840    | Haringsee                     | Pfarrkirche Haringsee                                             |      | I/P     | 8        | Original erhalten; 1966 elektrisches Gebläse eingebaut.                         |
| 1840    | Rauchenwarth                  | Pfarrkirche Rauchenwarth                                          |      | I/P     | 7        |                                                                                 |
| um 1840 | Rohrbach                      | Pfarrkirche Rohrbach bei Ziersdorf                                |      | I/P     | 7        | [ 3 ]                                                                           |
| 1841    | Immendorf                     | Pfarrkirche Immendorf                                             |      | I/P     | 5        |                                                                                 |
| 1842    | Glinzendorf                   | Filialkirche Glinzendorf                                          |      | I/P     | 4        |                                                                                 |
| 1843    | Gettsdorf                     | Pfarrkirche Gettsdorf                                             |      | II/P    | 12       |                                                                                 |
| 1844    | Straudorf                     | Filialkirche Straudorf                                            |      | I       | 4        | [ 4 ]                                                                           |
| 1844    | Moravské Knínice (Tschechien) | Pfarrkirche                                                       |      | I/P     | 8        | erhalten                                                                        |
| 1845    | Gnadendorf                    | Pfarrkirche Pyhra in Gnadendorf                                   |      | I/P     | 8        |                                                                                 |
| 1845    | Mannswörth                    | Pfarrkirche Mannswörth                                            |      | II/P    | 13       |                                                                                 |
| 1845    | Wien                          | Militärpfarrkirche St. Johannes Nepomuk beim Militärkommando Wien |      | l/P     | 9        | ursprünglich für die alten Invalidenkirche im 3. Wiener Bezirk                  |
| 1847    | Witzelsdorf                   | Pfarrkirche Witzelsdorf                                           |      | I/P     | 8        |                                                                                 |
| 1849    | Kahlenbergerdorf              | Pfarrkirche Kahlenbergerdorf                                      |      | I/P     | 4        |                                                                                 |
| 1850    | Deutsch Jahrndorf             | Evangelische Pfarrkirche                                          |      | I/P     | 12       |                                                                                 |
| 1850    | Bisamberg                     | Pfarrkirche Bisamberg                                             |      | I/P     | 8        |                                                                                 |
| 1853    | Deutsch Schützen-Eisenberg    | Pfarrkirche Deutsch Schützen                                      |      | I/P     | 12       | ursprünglich für die Klosterkirche Güssing                                      |
| 1854    | Hausbrunn                     | Pfarrkirche Hausbrunn hl. Veit                                    |      | II/P    | 15       |                                                                                 |
| 1858    | Walterskirchen                | Pfarrkirche Walterskirchen                                        |      | I/P     | 10       | [ 6 ]                                                                           |
| 1860    | Schwadorf                     | Pfarrkirche Schwadorf                                             |      | I/P     | 8        |                                                                                 |
| 1860    | Kleinrötz                     | Filialkirche Heiligste Dreifaltigkeit                             |      | I/P     | 8        |                                                                                 |
| 1860    | Langenzersdorf                | St. Katharina                                                     |      | I/P     | 12       |                                                                                 |
| 1862    | Nickelsdorf                   | Evangelische Pfarrkirche Nickelsdorf                              |      |         |          | mit Angabe Werkstatt in Wien                                                    |
| 1864    | Siebenhirten                  | Pfarrkirche Siebenhirten (Gemeinde Mistelbach)                    |      | I/P     | 10       | ursprünglich für Wien, Ober St. Veit, 1956 überführt                            |
| 1864    | Laxenburg                     | Pfarrkirche Laxenburg                                             |      | II/P    | 16       |                                                                                 |
| 1864    | Grünbach am Schneeberg        | Pfarrkirche Grünbach am Schneeberg                                |      | I/P     | 10       |                                                                                 |
| 1866    | Wienerherberg                 | Pfarrkirche Wienerherberg                                         |      | I/P     | 6        |                                                                                 |
| 1867    | Ebergassing                   | Filialkirche Ebergassing                                          |      | II/P    | 16       |                                                                                 |
| 1869    | Wien                          | Stiftskirche                                                      |      | I/P     | 10       |                                                                                 |
| 1870    | Viehdorf                      | Pfarrkirche Viehdorf                                              |      | I/P     | 10       |                                                                                 |
| 1871    | Bad Vöslau                    | Katholische Pfarrkirche Bad Vöslau                                |      | I/P     | 10       | nur Gehäuse erhalten                                                            |
| 1875    | Ternitz-Dunkelstein           | Expositurkirche Dunkelstein-Blindendorf                           |      | I/P     | 6        | → Orgel                                                                         |
| 1878    | Jedlesee                      | Pfarrkirche Jedlesee                                              |      | I/P     | 8        |                                                                                 |
| 1879    | Lichtenegg                    | Wallfahrtskirche Lichtenegg                                       |      | I/P     | 10       | [ 8 ]                                                                           |
| 1882    | Wien                          | Hütteldorfer Pfarrkirche                                          |      | II/P    | 16       | Disposition                                                                     |
| 1883    | Himberg                       | Pfarrkirche Himberg                                               |      | I/P     | 12       |                                                                                 |
| 1888    | Gols                          | Evangelische Pfarrkirche Gols                                     |      | II/P    | 14       | oder 1852                                                                       |

## Josef Ullmann (Auswahl)
| Jahr | Ort                           | Gebäude                         | Bild | Manuale | Register | Anmerkungen                                              |
| ---- | ----------------------------- | ------------------------------- | ---- | ------- | -------- | -------------------------------------------------------- |
| 1872 | Wien-Speising                 | Militärpfarre                   |      | I/P     | 9        | Disposition                                              |
| 1872 | Hochwolkersdorf               | Pfarrkirche Hochwolkersdorf     |      | I/P     | 10       | [ 9 ]                                                    |
| 1887 | Angern an der March           | Pfarrkirche Angern an der March |      | I/P     | 6        | bis 1962 in Gänserndorf                                  |
| 1893 | Engelhartstetten              | Pfarrkirche Engelhartstetten    |      | I/P     | 6        |                                                          |
| 1900 | Rohrau (Niederösterreich)     | Pfarrkirche Pachfurth           |      | I/P     | 6        |                                                          |
| 1903 | Haselbach b. Niederhollabrunn | Pfarrkirche Haselbach           |      | I/P     |          |                                                          |
| 1908 | Hinterbrühl                   | Pfarrkirche Hinterbrühl         |      | I/P     | 8        | Orgelgehäuse erhalten, seit 1962 Orgel von Walcker-Mayer |
| 1913 | Achau                         | Pfarrkirche Achau               |      | I/P     | 8        |                                                          |
| 1929 | Schrattenberg                 | Pfarrkirche Schrattenberg       |      | I/P     | 10       | Disposition                                              |